# هيثم بن يوسف
هيثم بن يوسف (30 أبريل 1993)، هو لاعب كرة قدم تونسي يلعب في زيتونة الشماخ.